# Steven Kemper
Steven Kemper (* 20. Jahrhundert) ist ein US-amerikanischer Filmeditor.
Steven Kemper ist seit Anfang der 1980er Jahre als Filmeditor tätig, dabei die ersten Jahre noch als Schnitt-Assistent. Er spezialisierte sich auf Actionfilme und arbeitete mehrfach mit Regisseur John Woo zusammen. Für den Schnitt der Folge Die Notlandung (The Mission) der TV-Serie Unglaubliche Geschichten wurde er 1986 für einen Primetime Emmy nominiert. 2000 wurde er zusammen mit seinem Kollegen Christian Wagner für den Schnitt bei Mission: Impossible II für einen Satellite Award nominiert.

## Filmografie (Auswahl)
- 1985–1987: Unglaubliche Geschichten (Fernsehserie, 16 Folgen)
- 1986: 3:15 – Die Stunde der Cobras (3:15)
- 1987: Das Mädchen mit den Wunderhölzern (The Little Match Girl)
- 1990: Equal Justice (Fernsehserie, vier Folgen)
- 1991: New Jack City
- 1991: Showdown in Little Tokyo
- 1993: Aspen (Aspen Extreme)
- 1994: Timecop
- 1995: Sudden Death
- 1995: Fair Game
- 1997: Im Körper des Feindes (Face/Off)
- 1997: Das Relikt (The Relic)
- 1999: End of Days – Nacht ohne Morgen (End of Days)
- 2000: Mission: Impossible II
- 2002: Windtalkers
- 2004: The Punisher
- 2013: The Last Stand
- 2018: Meg (The Meg)